# Dicranomyia (Dicranomyia) longiventris
Dicranomyia (Dicranomyia) longiventris is een tweevleugelige uit de familie steltmuggen (Limoniidae). De soort komt voor in het Neotropisch gebied.